# Jumalten aika
Albums de Moonsorrow
Varjoina Kuljemme Kuolleiden Maassa
Jumalten aika est le septième album du groupe de pagan metal finlandais Moonsorrow. L'album est sorti le 1er avril 2016 sous le label Century Media.

## Liste des morceaux
1. Jumalten aika
2. Ruttolehto incl. Päivättömän päivän kansa
3. Suden tunti
4. Mimisbrunn
5. Ihmisen aika (Kumarrus pimeään)
6. Soulless (Grave cover)
7. kappale|Non Serviam (Rotting Christ cover)

## Musiciens
- Ville Sorvali : chant, basse
- Henri Sorvali : guitare, clavier
- Mitja Harvilahti : guitare
- Markus Eurén : clavier
- Marko Tarvonen : batterie